# Bernardo Blanco
Gral. Bernardo Blanco fue un militar mexicano que participó en la Revolución mexicana. Nació en Múzquiz, Coahuila, el 27 de abril de 1895. Se adhirió al constitucionalismo desde sus inicios, siendo de los firmantes del Plan de Guadalupe, al igual que su hermano Lucio Blanco. En 1932 fue nombrado jefe de Migración en Piedras Negras, Coahuila. 